# Problema de los tres cuerpos

Movimiento caótico de tres cuerpos en un campo de fuerzas aislado.

En física y mecánica clásica, el problema de los tres cuerpos es el problema que surge de tomar las posiciones y velocidades de tres cuerpos, de cualquier masa, sometidos a atracción gravitacional mutua y, partiendo de unas posiciones y velocidades dadas (sus condiciones iniciales), determinar sus tres coordenadas de posición y las tres componentes de su velocidad.
El problema de los tres cuerpos es un caso especial del problema de los n cuerpos para el que no existe una solución de forma cerrada, ya que el sistema resultante es caótico para la mayoría de condiciones iniciales, por lo que se requiere el uso de modelos matemáticos.

## Introducción
Mientras que el problema de los dos cuerpos tiene solución analítica mediante el método de las cuadraturas integrales, ya que es un sistema integrable, el problema de tres cuerpos no tiene solución general por dicho método y en algunos casos su solución puede ser caótica en el sentido físico del término, lo que significa que pequeñas variaciones en las condiciones iniciales pueden llevar a destinos totalmente diferentes.
En general, el problema de los tres cuerpos (y el problema de los n-cuerpos, para n > 3) no puede resolverse por el método de las cuadraturas o integrales de movimiento (o integrales primeras). Como demostró el matemático francés Henri Poincaré, no existe una fórmula que lo rija. Esto es, para el problema de los tres cuerpos se requerirían 18 integrales de movimiento pero sólo pueden encontrarse 10 mediante leyes de conservación y simetrías. Además de estas 10 integrales, no existe ninguna otra integral que sea algebraicamente independiente. Esto no implica, sin embargo, que no exista una solución general del problema de los tres cuerpos, pues se puede desarrollar una solución como una serie. De hecho Sundman proporcionó en 1909 una solución pero por medio de una serie convergente.
Este problema no surge como un problema meramente hipotético, pues el sistema Tierra-Luna-Sol es un caso muy próximo del problema. Charles-Eugène Delaunay estudió entre 1860 y 1867 dicho sistema y publicó dos volúmenes sobre el tema, cada uno de 900 páginas. Entre muchos otros logros, en su trabajo aparece ya el caos, y aplica la teoría de la perturbación, que consiste en resolverlo como un problema de dos cuerpos y considerar que el tercero perturba la posición de los otros dos.
Se trata de un caso de inestabilidad, denominado el «problema teórico fundamental de la estabilidad del equilibrio», un fenómeno que en términos actuales puede denominarse movimiento caótico y que no pudo ser abordado hasta 1949 cuando el matemático uruguayo José Luis Massera lo caracterizó en términos de las funciones de Lyapunov.
En 1776 el matemático francés Pierre Simon Laplace comenzó a publicar 5 volúmenes de Traité de la Mécanique Céleste, en el que afirmaba categórico que, si se conociera la velocidad y la posición de todas las partículas del Universo en un instante, se podrían predecir su pasado y futuro. Durante más de 100 años su afirmación pareció correcta y, por ello, se llegó a la conclusión de que el libre albedrío no existía, ya que todo estaba determinado.
El determinismo laplaciano consistía en afirmar que, si se conocen las leyes que gobiernan los fenómenos estudiados y se conocen las condiciones iniciales y se es capaz de calcular la solución, entonces se puede predecir con total certeza el futuro del sistema estudiado.
A finales del siglo XIX Henri Poincaré (1854-1912), matemático francés, introdujo un nuevo punto de vista al preguntar si el sistema solar sería estable para siempre. Poincaré fue el primero en pensar en la posibilidad del caos, en el sentido de un comportamiento que dependiera sensiblemente de las condiciones iniciales. En 1903 Poincaré postulaba acerca de lo aleatorio y del azar en los siguientes términos:

El azar no es más que la medida de la ignorancia del hombre, reconociendo, a la vez, la existencia de innumerables fenómenos que no eran completamente aleatorios, que simplemente no respondían a una dinámica lineal, aquellos a los que pequeños cambios en las condiciones iniciales conducían a enormes cambios en el resultado.[cita requerida]
Henri Poincaré

Esta afirmación, además, está directamente relacionada con la teoría de variables ocultas. De este modo se comenzó la búsqueda de las leyes que gobiernan los sistemas desconocidos, tales como el clima, la sangre cuando fluye a través del corazón, las turbulencias, las formaciones geológicas, los atascos de vehículos, las epidemias, la bolsa o la forma en que las flores florecen en un prado.

## El problema restringido o de Euler
El «problema de los tres cuerpos restringido» asume que la masa de uno de los cuerpos es despreciable; el problema de los tres cuerpos restringido circular es un caso especial en que se asume que dos de los cuerpos están en órbitas circulares (lo cual es aproximadamente cierto para el sistema Sol-Tierra-Luna). (Para una discusión del caso donde el cuerpo despreciable es un satélite del cuerpo de masa menor, véase el artículo sobre la esfera de Hill; para los sistemas binarios, véase el lóbulo de Roche; para soluciones estables del sistema, véase puntos de Lagrange). 
El problema restringido (circular y elíptico) fue estudiado extensamente por muchos matemáticos y físicos famosos, como Lagrange en el siglo XVIII y Henri Poincaré al final del siglo XIX. En el problema circular, existen cinco puntos de equilibrio llamados puntos de Lagrange. Tres de estos puntos son colineales con las masas principales y son inestables. Los otros dos se localizan en el tercer vértice formando con las dos masas principales triángulos equiláteros. Estos puntos son estables. En el sistema Sol-Júpiter los puntos lagrangianos están en la misma órbita de Júpiter pero 60° por delante o por detrás y forman con el Sol y Júpiter dos triángulos equiláteros. El que estos puntos estén ocupados por los asteroides troyanos constituye una bella confirmación.

## El problema general
Típicamente muchos sistemas de tres cuerpos pueden ser pensados como un sistema binario (dos masas cercanas en fuerte interacción), unidas a una tercera masa más lejana que perturba el sistema binario. Obviamente, el sistema Tierra-Luna-Sol o el sistema Alfa Centauri (formado por Alfa Centauri A, Alfa Centauri B y Proxima Centauri) son de ese tipo. Si bien las ecuaciones presentadas en esta sección son generales es más fácil sacar conclusiones a partir de ella, si el sistema inicialmente es un sistema binario unido a un tercer cuerpo más lejano. Conceptualizando las cosas el sistema de tres cuerpos puede ser pensado como un "sistema binario interior" acoplado a un "sistema binario exterior" (este último formado por el centro del masas del sistema binario interior y el tercer cuerpo), y las coordenadas de Jacobi están basadas en esa idea. En lugar de usar tres vectores {\displaystyle {\boldsymbol {r}}_{1},{\boldsymbol {r}}_{2}} y {\displaystyle {\boldsymbol {r}}_{3}} se usan distancia relativa dentro del sistema binario interior {\displaystyle {\boldsymbol {r}}={\boldsymbol {r}}_{2}-{\boldsymbol {r}}_{1}} (esto es similar al tratamiento del problema de los dos cuerpos) y la distancia relativa del centro de masas del sistema binario interior al tercer cuerpo {\displaystyle {\boldsymbol {R}}}. Este sistema permite cálculo perturbacional si {\displaystyle \|{\boldsymbol {R}}\|>>\|{\boldsymbol {r}}\|}. Un hecho simplificador es que {\displaystyle {\boldsymbol {R}}} es paralela a una recta que va del centro de gravedad del sistema binario interior al tercer cuerpo y contiene el centro de masa de los tres cuerpos. El sistema de tres cuerpos tiene nueve grados de libertad, las tres componentes de posición de cada uno de los tres cuerpos; eso hace que necesitemos o bien 9 ecuaciones diferenciales de segundo orden, o bien 18 ecuaciones diferenciales de primer orden para las variables de posición {\displaystyle (x_{1},y_{1},z_{1};x_{2},y_{2},z_{2};x_{3},y_{3},z_{3})} y momento lineal {\displaystyle (p_{1,x},p_{1,y},p_{1,z};p_{2,x},p_{2,y},p_{2,z};p_{3,x},p_{3,y},p_{3,z})}. Debido a las simetrías rotacionales globales de este sistema podemos reducir el número de variables escogiendo adecuadamente algunas cosas.
Primero, definimos dos masas reducidas para el sistema binario interior y el exterior:

(1){\displaystyle \mu _{i}={\frac {m_{1}m_{2}}{m_{1}+m_{2}}},\quad \mu _{e}={\frac {(m_{1}+m_{2})m_{3}}{m_{1}+m_{2}+m_{3}}}}

Con estas definiciones, podemos estudiar el sistema mediante un conjunto de 12 variables, {\displaystyle ({\boldsymbol {r}},{\boldsymbol {R}})=(x,y,z;X,Y,Z)} y los correspondientes momentos {\displaystyle ({\boldsymbol {p}},{\boldsymbol {P}})=(p_{x},p_{y},p_{z};p_{X},p_{Y},p_{Z})}. Si usamos ecuaciones diferenciales de segundo orden el sistema queda descrito por:

(2){\displaystyle \mu _{i}{\boldsymbol {\ddot {r}}}+{\frac {Gm_{1}m_{2}}{r^{2}}}{\boldsymbol {\hat {r}}}={\frac {\partial {\mathcal {R}}}{\partial {\boldsymbol {r}}}},\qquad \mu _{e}{\boldsymbol {\ddot {R}}}+{\frac {G(m_{1}+m_{2})m_{3}}{R^{2}}}{\boldsymbol {\hat {R}}}={\frac {\partial {\mathcal {R}}}{\partial {\boldsymbol {R}}}}}

donde {\displaystyle G} es la constante de la gravitación universal, {\displaystyle {\boldsymbol {\hat {r}}},{\boldsymbol {\hat {R}}}} son vectores unitarios en las direcciones {\displaystyle {\boldsymbol {\hat {r}}},{\boldsymbol {\hat {R}}}}, {\displaystyle r=\|{\boldsymbol {\hat {r}}}\|,R=\|{\boldsymbol {\hat {R}}}\|} y {\displaystyle {\mathcal {R}}} es la llamada función perturbativa:

(3){\displaystyle {\mathcal {R}}=-{\frac {G(m_{1}+m_{2})m_{3}}{R}}+{\frac {Gm_{2}m_{3}}{\|{\boldsymbol {\hat {R}}}-\alpha _{1}{\boldsymbol {\hat {r}}}\|}}++{\frac {Gm_{1}m_{3}}{\|{\boldsymbol {\hat {R}}}+\alpha _{2}{\boldsymbol {\hat {r}}}\|}}}

con {\displaystyle \alpha _{k}=m_{k}/(m_{1}+m_{2})}. A medida que {\displaystyle r/R\to 0} y/o {\displaystyle m_{3}/(m_{1}+m_{2})\to 0} se tiene que {\displaystyle {\mathcal {R}}\to 0} y, entonces, el sistema binario interno y externo "se desacoplan". De hecho, la función perturivativa {\displaystyle {\mathcal {R}}} contiene toda la información sobre como la órbita interior y la órbita exterior intercambian energía y momento angular. Si se pretende identificar las configuraciones inestables de sistemas de tres cuerpos, que permitirían que uno de los tres cuerpos fuera impulsado hasta el infinito geométrico, se requiere ver qué pasa con la función perturbativa, que es la clave para estudiar ese y otros aspectos, como la resonancia que se da entre los dos sistemas binarios (interno y externo).